# Konttisaari (ö i Södra Savolax, S:t Michel, lat 62,14, long 26,75)
Konttisaari är en ö i Finland. Den ligger i sjön Kutemajärvi och i kommunen Kangasniemi i den ekonomiska regionen  S:t Michel och landskapet Södra Savolax, i den södra delen av landet, 240 km norr om huvudstaden Helsingfors. Öns area är 0,6 hektar och dess största längd är 220 meter i sydöst-nordvästlig riktning.